# Bellmansgade
Bellmansgade er en gade på Ydre Østerbro i København, der går cirka 300 m fra Vognmandsmarken/Vennemindesvej ved Kildevældskirken i vest til Bellmans Plads i øst. Gaden blev opkaldt efter den svenske digter og visesanger Carl Michael Bellman (1740-1795) i 1918.

## Kendte institutioner og bygninger på Bellmannsgade
- Nr. 3-5 Kildevældskolen en kommuneskole. Den er fra 1982 en sammenlægning af Vognmandsmarkens Skole bygget 1912 og tegnet af Hans Wright, og Bryggervangens Skole bygget 1919.

- Nr. 7-37 Andelsboligforeningen Bellmansgade 7-37, et betonbyggeri tegnet af Frederik Christian Lund og Viggo S. Jørgensen, færdigt 1961. Ejendommen havde i 1964 besøg af Sovjetunionens ministerpræsident Nikita Khrusjtjov og fru Nina Khrusjtjeva.[2]  Ejendommen hørte under Københavns Kommunes boligbyggeri til 1995, hvor kommunens ejendomme skulle afvikles. Ejendommen blev lavet om til andelsboliger 1. december 1997. Før 1961 var området en såkaldt barakby bl.a. bestående af Hans Wrights husvildeboliger i træ nr. 11-19.

- Nr. 4-8 Boligbebyggelse tegnet af Martin Larsen og Christian Mandrup-Poulsen (1904)

- Nr. 34-44 Boligkarre tegnet af Christian Mandrup-Poulsen